# Stanley Lupino
Stanley Lupino, född 15 maj 1893 i London, England, död 10 juni 1942, var en brittisk skådespelare, författare och dramatiker. Han var far till skådespelaren och regissören Ida Lupino.